# Dr. Ema
Dr. Ema je slovenský rodinný seriál, který byl vysílán od 4. září 2014 do 30. října 2014 na TV JOJ.

## Děj
Ema Lišková (Soňa Norisová) je psycholožka, která se svými klienty řeší problémy týkající se rodiny, vztahů, starostí s dospívajícími dětmi tak, že je dokáže nasměrovat, aby svůj problém vyřešili vlastním způsobem. Emin soukromý život není jednoduchý a o záchranu svého vztahu musí bojovat.

## Obsazení
| Soňa Norisová      | Ema Lišková    |
| Zuzana Kronerová   | Helena Lišková |
| Milo Kráľ          | Romáš Bilík    |
| Natália Germániová | Simona Lišková |
| Zuzana Haasová     | Táňa Korček    |
| Pavel Višňovský    | Peter Zachar   |

## Vysílání
| Série | Série | Části | Původně vysílány | Původně vysílány | Slot                                    | Stanice |
| Série | Série | Části | Premiéra série   | Finále série     | Slot                                    | Stanice |
| ----- | ----- | ----- | ---------------- | ---------------- | --------------------------------------- | ------- |
|       | 1     | 14    | 4. září 2014     | 30. října 2014   | Čtvrtek 21:40 (1–3) Čtvrtek 22:35 (4–9) | JOJ     |